# 오마쓰 마유미
오마쓰 마유미(일본어: 大松 真由美, 1970년 7월 12일 ~ )는 일본의 은퇴한 여자 축구 선수이다.

## 국가대표팀 경력
그녀는 1997년 6월 8일 중국과의 경기에서 일본 국가대표팀에 데뷔했다. 1997년 AFC 여자 축구 선수권 대회 3위, 1999년 FIFA 여자 월드컵에도 출전했다. 그녀는 1999년까지 국제 A매치 12경기에 출전하여 1득점을 넣었다.

## 통계
| 일본 | 일본 | 일본 |
| 연도 | 출전 | 득점 |
| ---- | ---- | ---- |
| 1997 | 6    | 1    |
| 1998 | 5    | 0    |
| 1999 | 1    | 0    |
| 통산 | 12   | 1    |